# جیمز کی. کلی
جیمز کر کلی (به انگلیسی: James Kerr Kelly) سناتور سابق عضو حزب دموکرات ایالات متحده آمریکا بود. وی در سال ۱۸۷۱ تا ۱۸۷۷ میلادی سناتور ایالت اورگن در سنای ایالات متحده آمریکا بود.